# 佐久市循環バス
佐久市循環バス（さくしじゅんかんバス）は、長野県佐久市がかつて運行していたコミュニティバスである。千曲バスへ運行委託されていた。
本項では、佐久市循環バスが運行開始する前に運行されていた佐久市巡回バス（さくしじゅんかいバス）についても併せて記述する。

## 概要
佐久市内に本社を置く千曲バスは、モータリゼーションの進展や過疎化による経営不振から、1980年代以降は過疎路線の統廃合を進めていった。1982年7月に川上村内の一般路線を川上村営バスへ代替したのを皮切りに、1983年以降は当時の当時の佐久町をはじめ、北相木村、南相木村、小海町、望月町、東部町、青木村の一般路線を自治体バス（廃止代替バス）へ移管していった。この際に当時の佐久町が運行開始した佐久町営バスを源流とする。
佐久市巡回バスは2017年（平成29年）9月30日をもって運行終了し、同年10月1日から佐久市循環バス（北循環線・南循環線）に再編された。
佐久市循環バスは2021年（令和3年）9月30日をもって運行終了し、同年10月1日からデマンド交通「さくっと」が運行された。これに伴い、朝夕時間帯に予約が不要な「さくっと定時便」（定時定路線便）を新設したが、1便あたりの平均利用者数が約1-2人と少なく、ドライバー確保が困難なため、2023年3月末をもって終了した。
2023年4月から「デマンド交通さくっと」を「デマンドワゴンさくっと」に名称変更し、本格運用が開始された。

## 佐久市循環バス
佐久医療センターを起終点とする2つの循環路線「北循環線」と「南循環線」が運行されていた。
運賃は均一運賃制で、大人200円、小学生は100円、保護者同伴の小学生未満の乳幼児は無料であった。また障害者手帳などの提示により運賃100円に割り引かれた。お盆期間、年末年始は全便運休。2019年12月より土日祝日も運休となった。

### 北循環線
- 佐久医療センター - 北中込駅前 - 佐久市役所 - 岩村田駅前 - 佐久平駅 - 佐久大学前 - 佐久医療センター

### 南循環線
- 佐久医療センター - 中込駅 - 野沢バスセンター - 佐久総合病院 - 臼田駅 - 中込駅 - 佐久市役所 - 佐久医療センター

## 佐久市巡回バス
佐久市役所を主な起終点として、6路線が運行されていた。浅科線は東信観光バス、それ以外の路線は千曲バスが運行受託していた。

### 中佐都線
- 佐久市役所 - 根々井 - 塩名田 - 望月バスターミナル - 佐久平駅 - 岩村田 - 佐久総合運動公園
  - 月曜・水曜・金曜に、内回り3巡回、外回り2巡回が運行されていた。

### 岸野線
- 佐久市役所 - 高瀬小学校入口 - 合同庁舎 - 中込駅 - 臼田支所 - 三家 - 岩村田 - 佐久平駅
  - 月曜・水曜・金曜に、内回り・外回りいずれも2巡回が運行されていた。
  - 祝日、お盆期間、年末年始は運休。

### 平根線
- 佐久市役所 - 東小学校入口 - 横根 - 浅間総合病院 - 岩村田 - 佐久市役所
  - 月曜・水曜・金曜に、内回り・外回りいずれも2巡回が運行されていた。

### 平賀線
- 佐久市役所 - 中込小学校入口 - 中込中学校入口 - 臼田駅 - 城山小学校前 - 佐久医療センター - 岩村田駅前 - 佐久平駅
  - 火曜・木曜に、内回り・外回りいずれも2巡回が運行されていた。

### 中央線
- 佐久市役所 - 中込駅 - 合同庁舎 - 臼田駅 - 佐久総合病院 - 中込駅 - 岩村田駅前 - 佐久平駅 - 佐久市役所
  - 火曜・木曜に、内回り2巡回、外回り3巡回が運行されていた。

### 浅科線
- 診療所・保健センター - 御牧原 - 浅科支所 - 塩名田 - 診療所・保健センター
  - 月曜・水曜・金曜に、内回り2巡回、外回り2巡回が運行されていた。
  - 東信観光バスが運行。

## 車両
佐久市循環バスの車両は日野・ポンチョ（1ドアロングボディ）を使用していた。2014年に佐久市巡回バスの専用車両として3台が導入され、市の花コスモスと佐久市のゆるキャラ「佐久の鯉太郎ミニ」がラッピングされていた。これらの車両は2017年10月に佐久市循環バスへ再編された後もそのまま使用されていた。
2018年7月23日より、専用車両のうち1台（長野200か3951）が、漫画原作者の武論尊が南佐久郡野沢町（現：佐久市）出身である縁から、武論尊原作の漫画『北斗の拳』のラッピングバスとして運行開始した。武論尊と作画の原哲夫が無償提供した漫画キャラクターのイラストが車体全面にラッピングされ「佐久市に来い!!」と観光振興を呼びかけるメッセージが書かれていた。同年7月22日にはラッピングバス出発式イベントが開催され、佐久市長と千曲バス社長、武論尊らが出席してテープカットが行われた。なお同時に千曲バスの高速バス車両2台にも同様のラッピングが施されており、出発式には3台の『北斗の拳』ラッピングバスが登場した。ラッピング制作は千曲バス関連会社の「千曲広告」が手掛けた。
またクリスマスシーズンには、専用車両のうち1台に車内装飾を施して「クリスマスバス」としていた。